# Estenose uretral
Estenose uretral é o estreitamento da uretra causado por uma lesão ou doença como infecção do trato urinário ou outras formas de uretrites.